# Union to Union
Union to Union (före 2015 LO-TCO Biståndsnämnd), är en gemensam biståndsorganisation för de tre svenska fackliga centralorganisationerna Landsorganisationen (LO) och Tjänstemännens centralorganisation (TCO) och Saco (från 2015 och medförde namnbyte). Centralorganisationerna och deras respektive medlemsförbund har möjlighet att söka stöd för utvecklingsprojekt i låg- och medelinkomstländer som är berättigade till officiellt bistånd.
Union to Unions mål är en mer rättvis makt- och resursfördelning genom stärkta fackliga och andra mänskliga rättigheter i arbetslivet, att utrota fattigdomen och främja jämställdhet, demokrati och en rättvis klimatomställning, en [./Https://en.wikipedia.org/wiki/Just%20transition Just Transition]. För att uppnå målen samarbetar Union to Union med oberoende fackliga organisationer i cirka 60 länder, liksom med globala, fackliga federationer och svenska fackförbund.
De fackliga rättigheterna är mänskliga rättigheter just för att de är en förutsättning för människor att ta sig ur fattigdom. Union to Union arbetar för goda arbetsvillkor, demokrati, en rättvis fördelning av resurser och hållbar utveckling.
Organisationen finansieras genom anslag från Sida och med medel från den svenska fackföreningsrörelsen.  
Maria Nyberg är Union to Unions generalsekreterare, och på kansliet i Stockholm jobbar cirka 20 personer.